# Next Time
Next Time är en makedonsk rockduo bestående ut av bröderna Stefan Filipovski och Martin Filipovski. Deras debutalbum kom ut 2008. 
De representerade landet i Eurovision Song Contest 2009 med låten Nesto sto ke ostane. Det kan översättas som Something that will remain. Men låten kallas på engelska för The Sweetest thing that will remain. Låten skulle ha kommit med till final om det inte varit så att juryn, som väljer vidare ett av bidragen i båda semifinalen hade valt Finland. Eftersom Finland då automatiskt gick vidare så hamnade Next Time precis utanför. Värt att nämna är att samma incident inträffade år 2008 då Makedonien också var precis utanför och åkte hem på grund av juryns val. På grund av detta övervägde Makedonien att hoppa av till 2010, men skickade dock ett bidrag som däremot var långt ifrån att ta sig till finalen.

## Album
- Next Time - 2008

## Låtar
- Ne Veruvam Vo Tebe
- Me Mislish Li?
- Me Ostavi Sam Da Zhiveam
- Bez Tebe Tivko Umiram
- Nesto sto ke Ostane
- Caruso (cover)